# 自然の中へ
「自然の中へ」(しぜんのなかへ)は、テレビ東京系列で放送されていた紀行番組である。テレビ愛知とハウフルスの共同製作。制作局のテレビ愛知では1997年4月5日から同年9月27日まで、毎週土曜8:00 - 8:30(日本標準時)に放送。

## 概要
週替わりで俳優、タレントら著名人が出演していた紀行番組。
本枠はJR東海（東海旅客鉄道）の一社提供で放送されていた。